# 谷山駅 (京畿道)
谷山駅（コクサンえき）は、大韓民国京畿道高陽市一山東区白石洞にある韓国鉄道公社（KORAIL）の駅である。
乗り入れている路線は、線路名称上は京義線であるが、当駅には広域電鉄の京義・中央線と西海線電車のみが停車する。京義・中央線の駅番号はK323、西海線の駅番号はS10。

## 駅構造
相対式ホーム2面2線の地上駅で、橋上駅舎を有する。2面4線にできるよう、ホーム外側にスペースが確保されている。
出入口は1番（駅西側）と2番（駅東側）の2ヶ所ある。

### のりば
| 1 | ●京義・中央線 | 大谷・デジタルメディアシティ・ソウル・龍山・清凉里・龍門方面 |
| 1 | ●西海線       | 陵谷・金浦空港・素砂・始興市庁・草芝・元時方面               |
| 2 | ●京義・中央線 | 一山・文山方面                                               |
| 2 | ●西海線       | 一山方面                                                     |

## 利用状況
通勤列車が運行されていた時期には、乗車人員が非常に少なかった。 2008年の場合には年間利用者数がわずか50人、1日あたり0.15人であった。京義電鉄線が開業してから、日間利用者数が約1000～2000倍に増えた。
近年の一日平均利用人員推移は下記のとおり。なお、2009年は開業日の7月1日から12月31日までの184日間の平均である。
| 路線          | 路線     | 2009年 | 2010年 | 2011年 | 2012年 | 2013年 | 2014年 | 2015年 | 2016年 | 2017年 | 2018年 | 出典  |
| ------------- | -------- | ------ | ------ | ------ | ------ | ------ | ------ | ------ | ------ | ------ | ------ | ----- |
| ●京義・中央線 | 乗車人員 | 192    | 294    | 353    | 370    | 429    | 465    | 529    | 550    | 591    | 556    | [ 1 ] |
| ●京義・中央線 | 降車人員 | 191    | 298    | 361    | 387    | 433    | 474    | 529    | 553    | 587    | 552    | [ 1 ] |
| ●京義・中央線 | 乗降人員 | 383    | 592    | 714    | 757    | 862    | 939    | 1,058  | 1,103  | 1,178  | 1,108  | [ 1 ] |
| 路線          | 路線     | 2019年 | 出典   |        |        |        |        |        |        |        |        |       |
| ●京義・中央線 | 乗車人員 | 581    | [ 1 ]  |        |        |        |        |        |        |        |        |       |
| ●京義・中央線 | 降車人員 | 591    | [ 1 ]  |        |        |        |        |        |        |        |        |       |
| ●京義・中央線 | 乗降人員 | 1,172  | [ 1 ]  |        |        |        |        |        |        |        |        |       |

## 駅周辺
- 白石公園
- 高陽熱併合発電所

## 歴史
- 1967年1月9日 - 京義線の開通と共に、臨時ホームで営業開始。[2]
- 1968年4月1日 - 臨時ホーム廃止、無配置簡易駅になる。[3][4]
- 2008年5月1日 - 電鉄化工事のため旅客営業休止。前後駅から代替バスが毎時2本運転されていた。
- 2009年7月1日 - 京義電鉄線が開業し、旅客営業再開。
- 2023年8月26日 - 西海線の大谷駅 - 一山駅間延長開通により開業。[5]

## 隣の駅
韓国鉄道公社
●京義・中央線 
京義急行・龍山急行
通過
中央急行・緩行
白馬駅 (K324) - 谷山駅 (K323) - 大谷駅 (K322)
●西海線　
白馬駅 (S09) - 谷山駅 (S10) - 大谷駅 (S11)